# Chania (periferie-district)
Chania (Grieks: Χανίων, Chanion) was een van de 51 departementen van Griekenland, en een van de vier periferie-districten van de regio en het eiland Kreta. Vanaf 2011 is het alleen nog een regionale entiteit zonder eigen bestuur. De hoofdstad is de stad Chania. Een andere stad in het gebied is Kissamos.
In het periferie-district woonden 150.387 inwoners (2001). Het bedekt het meest westelijke gedeelte van Kreta. In het periferie-district ligt onder meer de bekende Samariakloof. Ook de mindere bekende Imbroskloof, Aradenakloof en Agia Irinikloof bevinden zich in het departement. Het gebergte Lefka Ori (Witte Bergen), met ruim dertig bergtoppen hoger dan 2000 meter, spreidt zich uit over een groot deel van het gebied. De hoogste berg is de Pachnes, met 2453 meter.
Dicht bij de grens met het periferie-district Rethimnon ligt het Meer van Kournas, het enige meer en zoetwaterbassin van het eiland.

## Bestuurlijk
Het periferie-district Chania is verdeeld in twee provincies; Kissamos (met hoofdstad Kissamos) en Kydonia (met hoofdstad Chania).
De twee provincies zijn onderverdeeld in in totaal 23 gemeenten en twee gemeenschappen (onder andere het eiland Gavdos dat niet de status van een gemeente heeft).

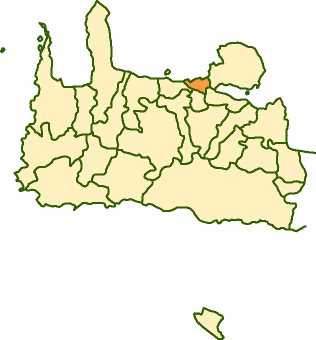
De gemeenten van het departement Chania. De stad en gemeente Chania is oranje.

## Plaatsen[2]
| Plaats                | Hoofdplaats (vroeger) | Postcode | GEMEENTE        | Hoofdplaats van de gemeente |
| --------------------- | --------------------- | -------- | --------------- | --------------------------- |
| Akrotiri              | Pythari               | 731 00   | Chania          | Chania                      |
| Anatoliko Selino      | Kabanos               | 730 09   | Kantanos-Selino | Palaiochora                 |
| Armeni                | Kalives               | 730 08   | Apokoronas      | Vryses                      |
| Chania                |                       | 731 00   | Chania          | Chania                      |
| Eleftherios Venizelos | Mournies              | 733 00   | Chania          | Chania                      |
| Fres                  |                       | 730 06   | Apokoronas      | Vryses                      |
| Georgioupolis         | Kavros-Kournas        | 730 07   | Apokoronas      | Vryses                      |
| Innachori             | Elos                  | 730 13   | Kissamos        | Kissamos                    |
| Kantanos/Kandanos     |                       | 730 04   | Kantanos-Selino | Palaiochora                 |
| Keramia               | Gerolakos             | 731 00   | Chania          | Chania                      |
| Kissamos              | Kastelli-Kissamos     | 734 00   | Kissamos        | Kissamos                    |
| Kolymvari             |                       | 730 06   | Platanias       | Gerani                      |
| Kryonerida            | Vryses                | 730 07   | Apokoronas      | Vryses                      |
| Mousouroi             | Alikianos             | 730 05   | Platanias       | Gerani                      |
| Mythimna              | Drapani               | 730 04   | Kissamos        | Kissamos                    |
| Nea Kydonia           |                       | 731 00   | Chania          | Chania                      |
| Pelekanos             | Paleochora            | 730 01   | Kantanos-Selino | Paleochora                  |
| Platanias             | Gerani]               | 730 04   | Platanias       | Gerani                      |
| Sfakia                | Chora Sfakion         | 730 11   | Sfakia          | Sfakia                      |
| Souda                 |                       | 732 00   | Chania          | Chania                      |
| Theriso               | Vamvakopoulo          | 731      | Chania          | Chania                      |
| Vamos                 |                       | 730 08   | Apokoronas      | Vryses                      |
| Voukolies             |                       | 730 02   | Platanias       | Gerani                      |
| Asi Gonia             |                       | 740 55   | Apokoronas      | Vryses                      |
| Gavdos                |                       | 730 01   | Gavdos          | Gavdos                      |